# 浅野晃
浅野 晃（あさの あきら、1901年8月15日 - 1990年1月29日）は、日本の詩人・国文学者。立正大学文学部教授を経て、立正大学名誉教授。滋賀県大津市出身。

## 来歴
広島市中心部にあった偕行社の済美小学校（原爆で廃校）、東京本村小、南山小、青山師範付属小卒業。1914年、東京府立第一中学校（現・都立日比谷高校）入学。同級生に蔵原惟人、飯島正、富永太郎、河上徹太郎、足利惇氏、杉本栄一、森永太平らがいた。一年上に五島茂、池谷信三郎、一年下に小林秀雄、正岡忠三郎など。1919年9月、第三高等学校文丙入学。同級生には文丙の飯島正、島田叡、北川冬彦ら、文乙の大宅壮一、中谷孝雄、山口誓子、理科の梶井基次郎、岡潔らがいた。
1925年に東京帝国大学法学部を卒業。
在学中大宅壮一らと第7次『新思潮』を創刊、1923年には新人会に入る。東大経済学部大学院を退学し、野坂参三の産業労働調査所所員。1926年に日本共産党に入党、福本イズムの信奉者となった。1927年秋、社会運動家伊藤千代子と結婚。1928年の三・一五事件で検挙されるが、同じく検挙されていた水野成夫が「日本共産党脱党に際して党員諸君へ」と題した声明を発表して転向すると、浅野も同調して転向するに至った。1930年6月、水野らによる「日本共産党労働者派」（いわゆる解党派）の結成に参加したがほどなくしてこの運動は消滅する。
その後はショーペンハウアー『意志と現識としての世界』（姉崎正治訳）を読んでマルクス主義と訣別し、岡倉天心の英文著書『東洋の理想』を読んで「日本回帰」を果たし翻訳も行った。以後、国粋主義の立場から詩や評論を書き、皇道文学の確立を主張した。大東塾出版部顧問、また同塾系列の新国学協会同人。なお度々誤解されるが、日本浪曼派の同人だったことは一度もない。
1955年、立正大学文学部教授となり、1976年の定年まで勤める。1964年には詩集『寒色』で第十五回読売文学賞を受賞。
1990年、心不全で逝去。

## 人物
三島由紀夫は1967年に、浅野が大東亜戦争（太平洋戦争）海戦戦没者を弔った詩集『天と海』1965年に惚れ込み自ら朗読し、レコード録音を行っている。1970年11月25日の三島の自決に際しては、追悼回想と詩「哭三島由紀夫」を捧げている。

## 著書
- 『帝国主義論の武器を如何に把握すべきか』叢文閣 1927
- 『マルクス的方法の形成 「哲学の貧困」に於ける問題の提起と問題の解決』叢文閣 1927
- 『詩歌と民族』平凡社 1936
- 『時代と運命』白水社、1938
- 『青墓の処女』作品社 作品文庫 1938
- 『文化日本論』作品社 作品文庫 1938
- 『岡倉天心論攷』思潮社 1939
- 『読書と回想』赤塚書房 1939
- 『悲劇と伝統 評論集』人文書院 1939
- 『秀衡の女 他二篇』赤塚書房 1939
- 『楠木正成』ぐろりあ・そさえて 1940
- 『歴史の精神』黄河書院 1940
- 『国民文学論』高山書院 1941
- 『古典の精神』黄河書院 1941
- 『青春の再建』実業之日本社 1941
- 『西洋二千年史』第一書房 1941
- 『日本精神史論攷』文明社 1941
- 『浪曼派以後』協力出版社 1941
- 『国学綱要』大同印書館 1942
- 『古典と純粋』小学館 1942
- 『文芸の道』中央公論社 1942
- 『樗牛と天心』潮文閣 1943
- 『米英思想批判』旺文社<日本思想戦大系> 1943
- 『明治の精神』新潮社<新潮叢書> 1943
- 『遠征前後』日本文林社 1944
- 『ジャワ戡定余話』白水社 1944
- 『橘曙覧』大日本雄弁会講談社 1944
- 『大楠公』大日本翼賛壮年団本部 1944
- 『明治文学史考』万里閣 1944
- 『山本元帥遺詠評釈醜の御楯』金星堂 1944
- 『快癒期の諸思想 浅野晃文芸論集』東京玄文社 1949
- 『石川啄木』祖國社 1949
- 『贖(あがない) 賀川豊彦の小説化』東光書房 1952
- 『共産病患者の病理 わが体験と同志の批判』民主日本協会 1953
- 『現代の詩』元々社 民族教養新書 1954
- 『主義にうごく者』日本教文社 教文新書 1955
- 『明治大正昭和史物語』偕成社 新百科 1955
- 『現代を生きる』明徳出版社 師友選書 1957
- 『岡倉天心』明徳出版社 師友選書 1958
- 『英雄色を好む はだか交友録』大樹書房 1961
- 『雨ニモマケズ 宮沢賢治の生涯』教育新潮社 昭和仏教全集 1965
- 『戦記物語の女性』日本教文社 日本人のための国史叢書 1965
- 『天と海　英霊に捧げる七十二章』翼書院 1965
- 『忘却詩集』黄土社 1966
- 『剣と美 私の岡倉天心』日本教文社 1972
- 『芥川龍之介　青春と文学』すばる書房 1977
- 『現代を生きる』高文堂新書 1978
- 『ものぐさ手帖』経済往来社 1982
- 『明治・大正・昭和史 父母や祖父母が生きた日本の100年』偕成社 1984
- 『定本浅野晃全詩集』わこう出版社 1985 鈴木敏幸編・限定版
- 『浪曼派変転』高文堂出版社 1988
- 『岡倉天心論攷』永田書房 1989 改訂新版
- 『淺野晃詩文集』中村一仁編 鼎書房 2011

### 児童向け作品、日本および外国文学再話
- 『少年太閤記 地の巻』玉村吉典絵 金鈴社 1944
- 『今昔物語 日本古典』多賀正絵 偕成社 世界名作文庫 1953、新版「少年少女世界の名作」
- 『吉田松陰 幕末の先覚者』伊藤幾久造絵 偕成社 偉人物語文庫 1953
- 『戦国名将伝 肚と智勇の達人』木俣清史絵 偕成社 偉人物語文庫 1954
- 『源頼朝 鎌倉文化の建設者』安以行孝絵 偕成社 偉人物語文庫 1954
- 『宮沢賢治 愛と土の詩人』高木清絵 偕成社 偉人物語文庫 1954
- 『宮本武蔵 剣聖』伊藤幾久造絵 偕成社 偉人物語文庫 1954、集英社「世界偉人伝全集」1977
- 『明治昭和文学物語 明治大正から現代まで』偕成社 新百科 1954
- 夏目漱石原作『坊ちゃん・わが輩は猫である』岩田浩昌絵 偕成社 世界名作文庫 1956
- ロマン・ローラン原作『ジャン・クリストフ』田村耕介絵 偕成社 世界名作文庫 1956、新版「少年少女世界の名作」
- 『世界近代文学物語』偕成社 新百科 1957
- 「少年少女日本史談」偕成社、1958-59
  1. 『古代の英雄たち 上代から平安朝まで』梁川剛一絵
  2. 『源氏と平家 源平合戦から鎌倉時代へ』柴宗広絵 1958
  3. 『蒙古来と南北朝 鎌倉時代から室町時代へ』柳瀬茂絵 1959
  4. 『戦国の名将 応仁の乱から戦国時代へ』伊勢良夫絵 1959
  5. 『信長と秀吉 織田・豊臣の天下平定』佐藤広喜絵
  6. 『徳川盛衰記 関が原合戦から江戸時代へ』柳瀬茂絵
  7. 『幕末の風雲 黒船から維新へ』柳瀬茂絵
  8. 『明治・昭和の嵐 近代日本の躍進』柳瀬茂絵
- 「少年少女世界史談」偕成社、1960-61
  1. 『ギリシアの英雄』梁川剛一絵 1960
  2. 『ローマ盛衰記』石田武雄絵 1961
  3. 『アジアの嵐』村上松次郎絵 1961
  4. 『新時代の巨人』武部本一郎絵 1961
  5. 『自由の叫び』梁川剛一絵 1961
  6. 『皇帝ナポレオン』松田穰絵 1961
  7. 『風雲のヨーロッパ』武部本一郎絵 1961
  8. 『二つの世界大戦』柳瀬茂絵 1961
- 『世界の英雄』柳瀬茂絵 偕成社　少年少女ものがたり百科 1961
- 『世界歴史のひかり』梁川剛一絵 偕成社 少年少女ものがたり百科 1962
- 『戦国名将伝 智・情・勇の達人』加藤敏郎絵 偕成社 世界偉人伝全集 1962

### 翻訳
- マルクス『哲学の貧困』弘文堂 マルキシズム叢書 1926
  - マルクス『哲学の貧困』木下半治共訳 岩波文庫 1930、復刻・一穂社
- エンゲルス『空想より科学へ』岩波文庫 1930
- アラン『政治と文化』水野成夫共訳 創元社 1937
- アラン『教育論』水野成夫共訳 創元社 1938
- アンドレ・モロワ『英国史』水野成夫・和田顕太郎共訳 白水社（上下） 1939
- 岡倉天心『東洋の理想』創元社 1938、創元選書 1939、創元文庫 1951、角川文庫 1955、改版1970、新学社「近代浪漫派文庫4 岡倉天心」2004
- 岡倉天心『東洋の覚醒』「全集 第2巻」聖文閣 1939
- H.B.モース/H.F.マクネーア『極東国際関係史 上巻』喜入虎太郎共訳 生活社 1941
- アンドレ・モロア『リヨテ元帥伝』浅見篤共訳 白水社 1942
- 『ホイットマン詩集』酣燈社 詩人全書 1950、金園社「世界名詩選」1967
- 『ワアヅワアス詩集』酣燈社 詩人全書 1950
  - 『ワーヅワース詩抄』元々社 民族教養新書 1955
- プロスペル・メリメ『カルメン』酣燈社 学生文庫 1951
- 岡倉天心『茶の書』酣燈社 学生文庫 1951、角川文庫 1956、講談社インターナショナル 1998

### 編著・共著
- 『尊皇歌人撰集 勤皇烈士篇 学者篇』竹下数馬共編 文松堂書店 1943
- 『石川啄木詩歌集』編 白凰社 青春の詩集 1965
- 『高村光太郎詩集』編 白凰社 1965 青春の詩集
- 『宮沢賢治詩集』編 白凰社 1965 青春の詩集
- 『室生犀星詩集』編 白凰社 1965 青春の詩集
- 『フランス詩集』編 白凰社 1966 青春の詩集 外国篇
- 『名訳詩集』西脇順三郎・神保光太郎共編 白凰社 1967 青春の詩集 外国篇
- 『現代日本詩集』編 新学社文庫 1968 新書判
- 不二教職員連絡会『殉国の教育者 三島精神の先駆』編 日本教文社 1971
- 『転向-日本への回帰 日本共産党解党派の主張』影山正治対談 暁書房 1983
- 『随聞・日本浪曼派』聞き手檜山三郎 鳥影社 1987

監修
- 『短歌を作る人のために』監修 鷺の宮書房 1957